# Kenneth Ascher
Kenneth Ascher (* 26. října 1944, Washington, D.C.) je americký jazzový klavírista, hudební skladatel a aranžér. Studoval hudební kompozici na Columbia University a během své kariéry spolupracoval s mnoha hudebníky, jako byli například John Lennon, Martha Reeves, Johnny Winter, Carly Simon nebo Bette Midler. V roce 1976 byl oceněn Zlatným glóbem za nejlepší hudbu k filmu Zrodila se hvězda. Mimo to byl také nominován na Oscara za hudbu k filmu The Muppet Movie (1979). Od roku 1968 je členem asociace Americká společnost skladatelů, autorů a vydavatelů (ASCAP).